# Neokeynesianismus
Dieser Artikel wurde aufgrund inhaltlicher und/oder formaler Mängel auf der Qualitätssicherungsseite des Portals Wirtschaft eingetragen. 
Du kannst helfen, indem du die dort genannten Mängel beseitigst oder dich an der Diskussion beteiligst.
Der Neokeynesianismus ist eine volkswirtschaftliche Theorie, die zum Teil auf Ideen von John Maynard Keynes, zum Teil auf neoklassischer Theorie beruht. Der Neokeynesianismus ist nicht zu verwechseln mit dem Postkeynesianismus und dem Neukeynesianismus (englisch: New Keynesian Economics).

## Grundzüge
Als Antwort auf die Kritik am Keynesianismus und als Reaktion auf die Erfahrungen der Wirtschaftskrise der 1970er Jahre entwickelte sich in den 1980er Jahren der Neokeynesianismus, der sich insgesamt deutlich von der Theorie von Keynes unterscheidet. Keynes hatte das Niveau von Produktion und Beschäftigung in einer Volkswirtschaft aus der Höhe der gesamtwirtschaftlichen Nachfrage erklärt und daraus den Schluss gezogen, dass eine zu hohe Arbeitslosigkeit nur konjunkturell oder längerfristig durch Beeinflussung der Nachfrage beseitigt werden könne. Damit lehnte er die aus der neoklassischen Lehre folgende Theorie ab, man könne Arbeitslosigkeit durch Lohnsenkung bekämpfen. Keynes argumentierte (im 19. Kapitel seiner „General Theory“ von 1936), dass Lohnsenkungen zwar über die Kostenseite positive Effekte auf die Beschäftigung auslösten, diese aber durch die nachteiligen Effekte auf der Nachfrageseite konterkariert würden.
Diese wirtschaftspolitische Sichtweise wird von den Neoklassikern abgelehnt. Insbesondere durch John Richard Hicks, der die keynesianische Theorie auf eine Theorie zur Bestimmung des Gleichgewichtseinkommens reduzierte (IS/LM-Modell), Franco Modigliani und Paul Samuelson wurde versucht Annahmen von Keynes mit der neoklassischen Theorie zu verbinden. Dadurch entwickelte sich die sogenannte neoklassische Synthese.
Die Weiterentwicklung zur neoklassischen Synthese besteht unter anderem aus der expliziten Berücksichtigung von Rationierungsschranken auf Arbeits- und Gütermarkt. Implizit wird dadurch eine Mikrofundierung des Verhaltens der Haushalte möglich.
Weiterhin können nun Marktsituationen genauer analysiert und charakterisiert werden und damit differenziertere Politikmaßnahmen vorgeschlagen werden.
Der entscheidende Schritt der neoklassischen Synthese bestand darin, im IS/LM-Modell die Annahme eines starren Preisniveaus mit einem neoklassischen Arbeitsmarkt zu verknüpfen. Die Annahme eines starren Preisniveaus erwies sich aber weder theoretisch noch empirisch als überzeugend. Demgegenüber nimmt der Neukeynesianismus (New Keynesian Economics) eine gemäßigtere Position, indem nur noch vorübergehende Preis- oder Lohnstarrheiten aufgestellt werden. Daraus leiten sich in der kurzen Frist traditionelle keynesianische Maßnahmen insbesondere geldpolitischer Art ab. Umstritten ist, ob die kurzfristige Politik auch langfristig Wirkungen hat oder dafür allein angebotsseitige Faktoren entscheidend sind.

## Beispiel für konjunktursteuernde Maßnahmen
- Förderung der privaten Nachfrage durch (zum Beispiel) Steuersenkungen und Investitionszuschüsse
- Erhöhte kreditfinanzierte Staatsausgaben (deficit spending), z. B. durch öffentliche Großprojekte (Straßenbau u. a.)
- Zinssenkungen zur Anregung der privaten Investitionen
- und das Gegenteil dieser drei Maßnahmen bei rascher Expansion der wirtschaftlichen Aktivität

## Probleme
- Aktive Konjunktursteuerung erfordert den rechtzeitigen und richtig dosierten Einsatz der Maßnahmen, zumal diese nicht auf der Stelle, sondern nur mit zeitlicher Verzögerung wirken.
- Bei der Fiskalpolitik fällt es den Regierungen und Parlamenten häufig schwer, Budgetdefizite, die sie in der Rezession in Kauf genommen haben, nach Anspringen der Konjunktur durch Budgetüberschüsse wieder auszugleichen, sodass der Schuldenstand wieder zurückgeführt wird. Diese Forderung wird in der Praxis oftmals nicht erfüllt. Folgeprobleme können steigende, investitionshemmende Zinsen und inflationäre Tendenzen sein.
- Erhöhte Löhne führen zunächst unmittelbar zu erhöhten Lohnkosten, die bei gleichbleibenden Preisen die Gewinnspanne der Unternehmen verringern. Vorausgesetzt, dass die steigenden Lohnkosten von den Unternehmen auf die Endverbraucherpreise aufgeschlagen werden können (möglich etwa durch eine mächtige Marktstellung des Unternehmens die Preissteigerungen erlaubt), kann es zu einer erhöhten Inflation (Lohn-Preis-Spirale) kommen.